# Nuri Sojliu
Nuri Sojliu (geb. 1870 oder 1872 in Struga; gest. 1940 oder 1947 ebenda) war ein albanischer Politiker und Mitunterzeichner der Unabhängigkeitserklärung Albaniens in Vlora vom 28. November 1912.
Soliju wurde in Struga geboren, wo er auch die Schule besuchte. Die Mittelschule absolvierte er in Istanbul. Zusammen mit seinem Bruder Ibrahim Temo setzte er sich für die Anliegen der Albaner ein. Die beiden verkehrten mit vielen prägenden Figuren der albanischen Rilindja.
Zurück in Struga heiratete er Fatime Hysen Nasuf. Die beiden hatten zehn Kinder. Sojliu war als Beamter in der osmanischen Verwaltung tätig. Nebenbei setzte er sich für die Bildung der albanischen Jugend ein. In seinem Haus in Struga wurde den lokalen Kindern Albanisch unterrichtet, weshalb er, sein Vater und ein Bruder auch inhaftiert wurden.
Zusammen mit zwei anderen Männern aus der Region Ohrid reiste er als Vertreter der Region im November 1912 nach Vlora. Nachdem Ohrid Teil des Königreichs Jugoslawien geworden war, dokumentierte Sojliu in Briefen an Ibrahim Temo, der in Rumänien lebte, die Verbrechen an den Albanern.
In den 20er Jahren suchte er den Kontakt mit der Regierung von Fan S. Noli. Als im Zweiten Weltkrieg der Westen von Mazedonien durch die Italiener besetzt und mit Albanien verbunden wurde, waren mehrere Vertreter der Familie Sojliu in der Verwaltung der Faschisten tätig.